# Ґундульф (мажордом)
Ґундульф (*Gundulf, д/н —591/600) — державний діяч франкських королівств Австразія і Бургундія.

## Життєпис
Походив з галло-римського сенаторського роду. Син Флорентина, єпископа Женеви, та Артемії (доньки Рустика, архієпископа Ліонського). Його сестра була дружиною Мундеріха, представника королівського роду ріпуарських франків.
Згідно Григорія Турського спочатку обіймав посаду доместіка, за короля Хідьдеберта II отримав посаду герцога. Ймовірно перша письмова згадка про Гундульфа віднеситься до 575 року, коли в посланні Германа, єпископа Париж, у до королеви Брунгільди з проханням переконати її чоловіка Сігіберта I припинити братовбивчу війну, згадується, що його подавцем королеві була знатна особа Гундульф.
У 581 році мажордом Ванделен спрямував Гундульфа для придушення заколоту Динамія, ректора (намісника) Провансу, що мав намір передати місто Марсель королю Бургундії Гунтрамну. Гундульф переміг й захопив в полон Динамія, відновив на єпископській кафедрі Марселю раніше вигнаного єпископа Теодора і повернув місто під владу короля Австразії. Після цього отримав посаду патрикія Провансу.
У 583 році Хільдеберт II знову направив Гундульфа до Провансу, де бургундське військо на чолі із герцогом Гунтрамном Бозоном тримало в облозі Авіньйон, де герцог Муммол підтримував претендента на трон Гундовальда. Хільдеберт II, хоча і був ворогом Гундовальд, не бажав, щоб військо короля Гунтрамна тримало в облозі будь-яке з його міст. У Провансі Гундульф зміг скористатися розбіжностями серед прихильників Гундовальда, знявши обогу Авіньйона, а потім захопив Муммола, якого доправив до Клермону.
Подальша доля Ґундульф є об'єктом дискусії. Низка дослідників вважають, що у 591 році він стає єпископом Мецу й незабаром помирає. Інші, посилаючись на «Життя Святого Арнульфа» вказують на згадку у 600 році Ґундульфа як мажордома. Тому можливо він обіймав посаду мажордом з 591 року або 596 року, коли трон обійняв малолітній Теодеберт II. З огляду на це ймовірно помер близько 600 року.